# Christian Wilhelm Blomstrand
Christian Wilhelm Blomstrand (20 octobre 1826 - 5 novembre 1897) est un minéralogiste et chimiste suédois. Il est professeur à l'Université de Lund de 1862 à 1895, où il isole l'élément niobium en 1864. Il développe une première version du Tableau périodique des éléments et fait des progrès dans la compréhension de la chimie des composés de coordination,.

## Formation et carrière
Blomstrand est né à Växjö, en Suède, fils de John Blomstrand, qui est enseignant, et de sa femme Severina Rodhe.
Blomstrand étudie la minéralogie à l'Université de Lund, où il obtient un diplôme de philosophie en 1850. Il s'intéresse alors à la chimie et est le premier récipiendaire de la bourse Berzelius. En 1854, il termine son habilitation à la recherche sur les composés bromés et iodés de l'étain,. Il donne des conférences à l'école technique élémentaire de Malmö en 1855 et travaille comme minéralogiste lors d'une expédition au Spitzberg en 1861,. 
Blomstrand est nommé maître de conférences auxiliaire et démonstrateur de laboratoire en chimie à l'Université de Lund en 1856. Il devient membre de l'Académie royale des sciences de Suède en 1861. Il est professeur de chimie et de minéralogie à Lund en 1862, y restant jusqu'à sa retraite en 1895. Il est recteur de l'université de 1871 à 1872.

## Tableau des éléments

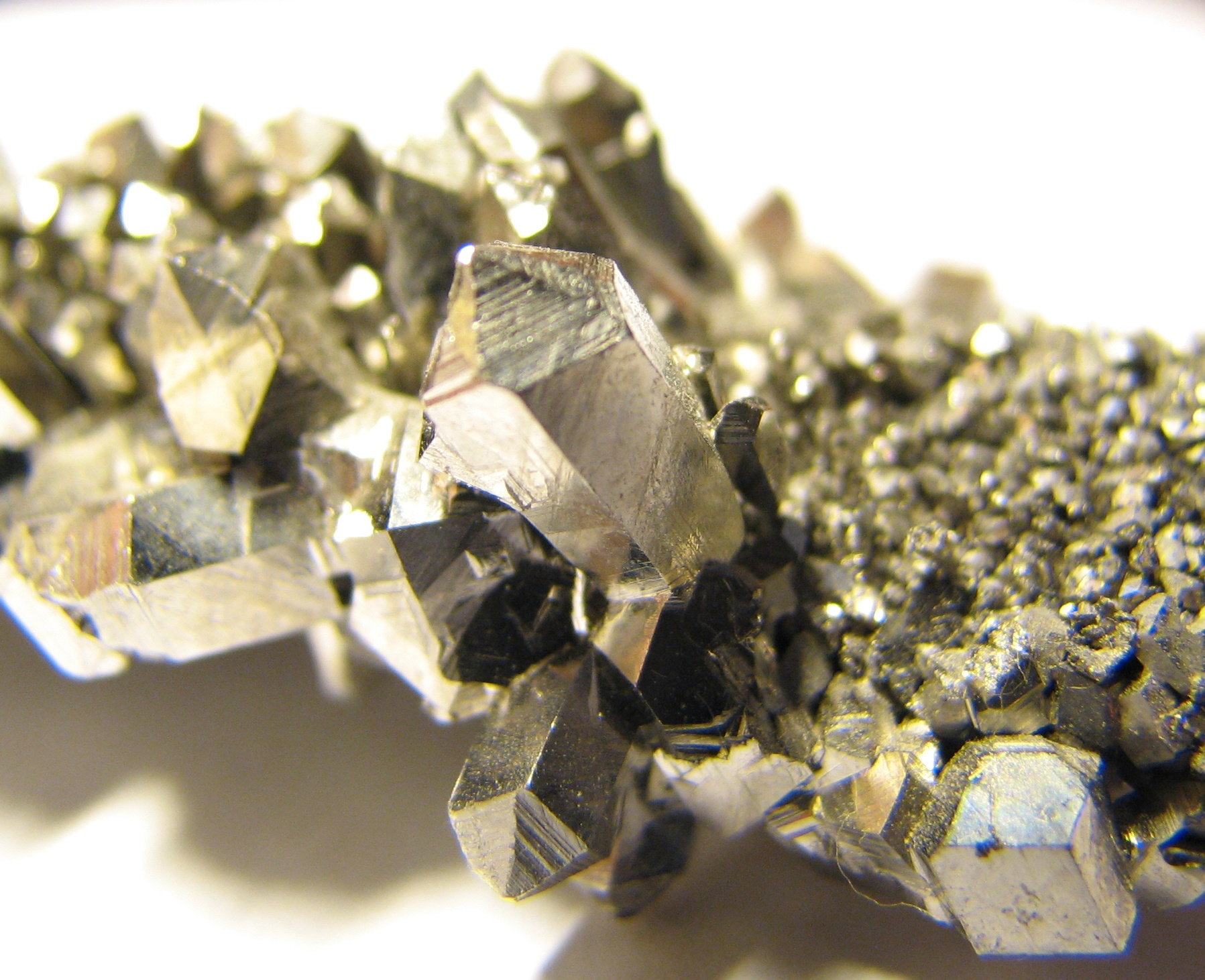
Cristaux de niobium

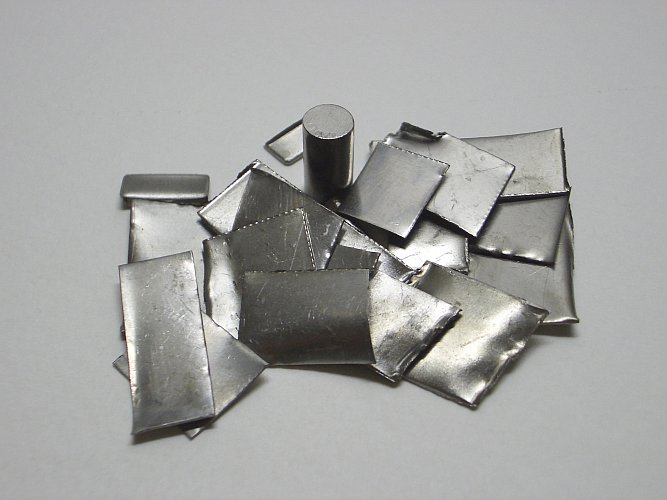
Niobium purifié

La recherche expérimentale de Blomstrand porte sur la caractérisation et l'analyse des minéraux, en particulier ceux qui sont rares ou de composition inconnue, notamment l'euxénite, l'ilménite, la monazite, la niobite et la tantalite. Il se concentre sur l'analyse chimique de ce que l'on appelle maintenant le sous-groupe Vb des éléments du groupe 5. Ces "acides de la terre" comprennent les éléments tantale, niobium, molybdène, tungstène et leurs divers minéraux associés.
En 1864, Blomstrand est la première personne à obtenir avec succès l'élément niobium sous forme pure,,. Blomstrand étudie divers chlorures métalliques et il identifie l'oxychlorure de niobium, NbOCl 3 dans le cadre de cette enquête. Il isole ensuite le niobium en plaçant du chlorure de niobium dans une atmosphère d'hydrogène et en le chauffant. De cette façon, il obtient du niobium métallique pur sous la forme d'un matériau gris acier,. Le niobium a déjà été découvert en 1801 par le scientifique anglais Charles Hatchett, en utilisant un minerai obtenu des États-Unis. Hackett nomme l'élément Columbium, rebaptisé Niobium en 1950. Cependant, l'élément n'a pas été obtenu sous forme pure jusqu'à ce que Blomstrand ait mené ses investigations.
En 1870, Blomstrand propose une nouvelle façon de systématiser les éléments, un "système naturel" basé sur l'atomicité (la capacité des éléments à se combiner avec d'autres éléments) et les propriétés électrochimiques de l'élément. L'organisation des éléments en sous-groupes d'atomicité paire et impaire révèle des "régularités extraordinaires",. Alors que le système de Blomsrand est une avancée significative vers le développement d'un tableau périodique des éléments, il ne tient pas bien compte des métaux. Blomstrand inclus son système dans son édition révisée du manuel populaire de Nils Johan Berlin en 1870, et dans ses propres manuels en 1873 et 1875. Dmitri Mendeleïev, plus tard crédité du développement du tableau périodique largement utilisé, crédite Blomstrand d'importantes premières avancées menant à l'organisation du système périodique.

## Structure chimique
L'un des objectifs de Blomstrand est de développer une compréhension de la façon dont les atomes sont liés ensemble pour former des composés et les structures chimiques résultantes des composés. Il tente de réconcilier la théorie dualiste de Jöns Jacob Berzelius avec les théories unitaires et typologiques,,.
Blomstrand développe la plus largement acceptée des théories du XIXe siècle sur les complexes de coordination. Sa théorie de la chaîne (1869) est développée, modifiée et soutenue expérimentalement par son collègue Sophus Mads Jørgensen. Jørgensen prépare de nombreux exemples de complexes de coordination, fournissant une base expérimentale à la théorie des chaînes de Blomstrand-Jørgensen et à théorie de la coordination d'Alfred Werner (1893). En développant la théorie, Blomstrand réconcilie la faible réactivité des molécules d'ammoniac présentes dans les complexes d'ammine métallique en théorisant que les molécules d'ammoniac sont chimiquement liées ensemble dans une chaîne, les rendant chimiquement non réactives. Cette théorie de la chaîne est remplacée en 1893, près de 25 ans plus tard, lorsqu'Alfred Werner propose sa théorie de la coordination.

## Liens
- Ressource relative à la recherche :   - Harvard University Herbaria & Libraries
- Ressource relative aux beaux-arts :   - Artists of the World Online
- Notices dans des dictionnaires ou encyclopédies généralistes :   - Britannica
  - Den Store Danske Encyklopædi
  - Deutsche Biographie
  - Dictionnaire biographique suédois
  - Nationalencyklopedin
  - Store norske leksikon
  - Treccani
- Notices d'autorité :   - VIAF
  - ISNI
  - BnF (données)
  - IdRef
  - LCCN
  - GND
  - Pays-Bas
  - Suède
  - Norvège
  - Grèce
  - WorldCat